# Belitung
Belitung, trước đây gọi là Billiton, là một hòn đảo nằm ở phía đông đảo lớn Sumatra và đảo Bangka, đều thuộc Indonesia và phía tây nam đảo Borneo, trong khu vực là ranh giới giữa Biển Đông với biển Java. Đảo này được biết tới với hồ tiêu và thiếc của nó. Nó bị người Anh chiếm giữ từ năm 1812 cho tới khi quyền kiểm soát được trao cho người Hà Lan theo Hiệp ước Anh-Hà Lan 1824. Thị trấn chính của nó là Tanjung Pandan ở phía tây bắc đảo này. Cùng với khoảng 135 đảo nhỏ cận kề, nó cũng là một nhiếp chính (kabupaten, tương đương huyện) cùng tên của tỉnh Quần đảo Bangka-Belitung kể từ năm 2000.

## Địa lý
Nó là một đảo nhỏ, dài và rộng chỉ khoảng 70–80 km, với địa hình tương đối gồ ghề và một vài đồi núi thấp. Phần lớn các điểm nằm thấp hơn 130 m trên mực nước biển. Điểm cao nhất trên đảo là núi Tajam cao 500 m (1.600 ft). Con sông lớn nhất trên đảo là sông Cerutuk, có thể phục vụ cho giao thông thủy trên quãng đường chỉ khoảng 11 km (7 dặm Anh) với cửa sông ở khu vực phía nam thị trấn Tanjung Pandan. Vùng bờ biển nhiều cát và lầy lội, rải rác với các mỏm đá và rạn san hô. Được các eo biển như eo biển Karimata, eo biển Gaspar bao bọc, nên vùng biển của nó khá yên tĩnh và nông. Belitung nổi tiếng vì các bãi biển rải đá cuội granit trắng tại Tanjung Tinggi, Tanjung Kelayang, Tanjung Binga và đảo Lengkuas.

## Dân cư
Dân cư trên đảo sống thành một vài thị trấn nhỏ, dân số khoảng 205.000 người.

## Kinh tế
Belitung là nơi sản xuất thiếc, sét trắng và cát trắng. Người dân cũng sống bằng nghề đánh bắt cá, sản xuất hồ tiêu và dầu cọ. Đảo này có các chuyến bay hàng ngày thời gian khoảng 50 phút tới thành phố Jakarta ở phía nam tây nam. Công ty khai thác mỏ của Australia là BHP Billiton có nguồn gốc tên gọi từ tên cũ của đảo này.